# Neighborhoods
Neighborhoods è il sesto album in studio del gruppo musicale statunitense Blink-182, pubblicato il 27 settembre 2011 dalla Interscope Records e DGC.

## Pubblicazione
Si tratta del primo album pubblicato dal gruppo dopo la loro riunione avvenuta nel 2009. Il nome, come rivelato dal bassista Mark Hoppus, è nato dal paragone tra i membri della band, molto diversi fra loro, e i quartieri (neighborhoods in inglese).
Neighborhoods è anche l'ultimo album che vede in formazione Tom DeLonge, insieme a Mark Hoppus voce e principale compositore del gruppo, nonché unico chitarrista. Dopo il disco ed il tour DeLonge abbandonerà la band nel 2015, a causa di forti incomprensioni e irrisolte discussioni sulla direzione musicale da seguire in futuro, per poi ritornare nel gruppo nel 2022. Per sostituirlo i Blink sceglieranno Matt Skiba degli Alkaline Trio.
Nell'agosto 2011 i Blink-182 hanno iniziato, con l'"Honda Civic Tour", il loro tour di supporto al nuovo album con la co-partecipazione dei My Chemical Romance.

## Il disco
La registrazione è durata parecchio, dal febbraio 2009 al luglio 2011 con numerosi ritardi che hanno addirittura causato la cancellazione del tour europeo dell'estate 2011. Registrato in studi separati (su idea del chitarrista Tom DeLonge) tra San Diego e Los Angeles, l'album mescola stile e gusti musicali dei tre membri, che fusi insieme danno un sound che ricorda quello delle band parallele create dopo lo scioglimento del 2005 (+44 di Mark Hoppus e Travis Barker, Angels & Airwaves di Tom DeLonge). Sulla falsariga dell'ultimo album blink-182 i testi mostrano maturità e l'abbandono definitivo di tematiche ironiche e da teenager, mantenendo però nella musica una sensibilità pop molto orecchiabile. Le tematiche affrontate dai Blink-182 con Neighborhoods sono nuove al gruppo californiano e nei testi si evidenzia il ripetersi di argomenti quali la morte, la depressione e la solitudine, che creano, durante l'ascolto dei brani, un'atmosfera di desolazione e di buio.
La copertina del CD contiene molti riferimenti ai membri del gruppo e a personaggi / parenti vicini a loro; sono infatti disegnati dei nomi a mo' di graffiti sugli edifici che compongono la copertina: Chloe (il cane Labrador Retriever di DeLonge), Ava, Jon e Jen (Ava Elizabeth e Jonas Rocket, figli dello stesso DeLonge e Jennifer, sua moglie), Jack e Skye (figlio e moglie di Mark Hoppus), Landon e Cookie (figlio e soprannome della madre di Travis Barker), G! (lettera iniziale di Giant Mike, disegnatore della copertina), DJ AM, in ricordo dello stesso defunto noto Dj con cui, durante la pausa dei Blink-182 tra il 2005 e il 2009, Travis Barker aveva collaborato. DJ AM è citato anche nei ringraziamenti dello stesso Barker. Sono infine presenti anche il numero "182", la scritta LA abbreviazione di Los Angeles, in cui il gruppo ha registrato parte dell'album, e numerose altre scritte e graffiti presumibilmente legati ad amici e familiari dei Blink-182.

## Tracce
Testi e musiche di Mark Hoppus, Tom DeLonge e Travis Barker.
1. Ghost on the Dance Floor – 4:18 (voce principale: DeLonge)
2. Natives – 3:55 (voce principale: Hoppus/DeLonge)
3. Up All Night – 3:20 (voce principale: Hoppus/DeLonge)
4. After Midnight – 3:27 (voce principale: Hoppus/DeLonge)
5. Heart's All Gone – 3:15 (voce principale: Hoppus)
6. Wishing Well – 3:20 (voce principale: DeLonge)
7. Kaleidoscope – 3:53 (voce principale: Hoppus/DeLonge)
8. This Is Home – 2:47 (voce principale: DeLonge)
9. MH 4.18.2011 – 3:27 (voce principale: Hoppus)
10. Love Is Dangerous – 4:26 (voce principale: DeLonge)

Edizione deluxe
1. Ghost on the Dance Floor – 4:18 (voce principale: DeLonge)
2. Natives – 3:55 (voce principale: Hoppus/DeLonge)
3. Up All Night – 3:20 (voce principale: Hoppus/DeLonge)
4. After Midnight – 3:27 (voce principale: Hoppus/DeLonge)
5. Snake Charmer (traccia bonus) – 4:27 (voce principale: DeLonge)
6. Fighting the Gravity (traccia bonus) – 3:42 (voce principale: Hoppus)
7. Heart's All Gone – 3:15 (voce principale: Hoppus)
8. Wishing Well – 3:20 (voce principale: DeLonge)
9. Kaleidoscope – 3:53 (voce principale: Hoppus/DeLonge)
10. This Is Home – 2:47 (voce principale: DeLonge)
11. MH 4.18.2011 – 3:27 (voce principale: Hoppus)
12. Love Is Dangerous – 4:26 (voce principale: DeLonge)
13. Even If She Falls (traccia bonus) – 3:00 (voce principale: DeLonge)
14. Heart's All Gone Interlude (traccia bonus) – 2:02 (voce principale: strumentale)

## Formazione
- Tom DeLonge – chitarra, voce, sintetizzatore
- Mark Hoppus – basso, voce
- Travis Barker – batteria, percussioni

## Classifiche
| Classifica (2011)          | Posizione massima |
| -------------------------- | ----------------- |
| Australia                  | 2                 |
| Canada                     | 2                 |
| Germania                   | 6                 |
| Italia                     | 11                |
| Messico                    | 15                |
| Nuova Zelanda              | 3                 |
| Regno Unito                | 6                 |
| Regno Unito (rock & metal) | 1                 |
| Stati Uniti                | 2                 |
| Stati Uniti (alternative)  | 1                 |
| Stati Uniti (rock)         | 1                 |
| Svezia                     | 32                |